# فولكس ويرفيت
فولكس ويرفيت ( (بالألمانية: Volkswerft Stralsund GmbH)‏ ) هو حوض بناء السفن في مدينة شترالزوند. إنها جزء من مجموعة هيجمان الألمانية.

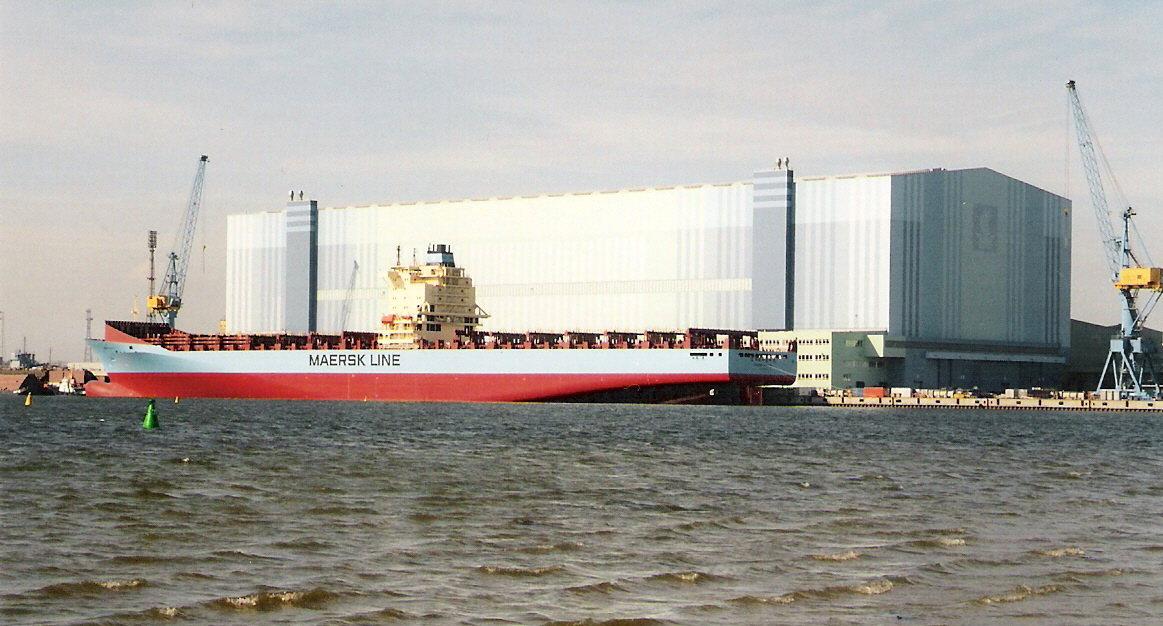
ميرسك بوسطن في الميناء.

تأسست الشركة في عام 1945 باسم شركة هندسة البناء جيس. في 25 أبريل تم تسليم أول سفينة وفي 15 يونيو 1948 تم تسجيل فيب فولكس ويرفيت شترالزوند . من عام 1948 حتى عام 1953، أنتج حوض بناء السفن 196 سفينة، كلها كانت كتعويضات للاتحاد السوفيتي. أنتجت الشركة في السنوات التالية سفن الصيد للأسطول السوفيتي والأساطيل الأخرى. في أكتوبر 1957، تم تسليم أول سفينة تم تصميمها لأسطول لا يخص الكتلة الشرقية إلى أيسلندا . في عام 1973، رأت لويدز لندن أن فولكس ويرفت هي الأولى في إنتاج سفن الصيد في جميع أنحاء العالم.
بعد عام 1990 ، تمت خصخصة الشركة مرتين، أولاً عندما أصبحت فولكس ويرفيت شترالزوند جزءًا من مجموعة بريمر فولكان ( بريمن ) في عام 1993. وفي عام 1998 أصبحت جزءًا من مجموعة ميرسك ، حيث دفعت ميرسك 25 مليون مارك ألماني إلى تروهاند (منظمة وصاية) . وفي عام 2016، تم شراء الحوض بواسطة جينتنج هونغ كونغ وتم ضمه إلى مجموعة ام في ويرف المشكلة حديثًا مع اثنتين من شركات بناء السفن الألمانية الأخرى. 